# Campeonato de Apertura de Chile 1949
El Campeonato de Apertura 1949 o Copa de Preparación 1949 fue la 10.ª edición del torneo que sirvió de prólogo al campeonato nacional en la temporada de ese año, siendo organizado por la Asociación Central de Fútbol.
Participaron en él todos los clubes de la Primera División de 1949, excepto Magallanes y Green Cross, resultando campeón Santiago Morning, luego de derrotar en el partido final a Santiago Wanderers por 1-0.

## Desarrollo
El torneo se desarrolló bajo la modalidad de eliminación directa, mediante llaves de ida y vuelta.

### Primera fase
Los diez equipos se emparejaron en cinco llaves: los ganadores clasificaban a la siguiente ronda, mientras que los perdedores jugaban el torneo de consuelo del Campeonato de Apertura, cuyo ganador fue Universidad Católica.
| 27 de marzo de 1949 | Colo-Colo                                       | 3:2     | Santiago Morning | Universidad Católica, Santiago                             |                                                            |
|                     | Peñaloza 14' · Zamora 54' (a.g.) · Cubillos 77' | Reporte | Rebello 9', 15'  | Asistencia: 4.768 espectadores Árbitro(s): Nicolás Chahuán | Asistencia: 4.768 espectadores Árbitro(s): Nicolás Chahuán |

| 2 de abril de 1949                                            | Santiago Morning                 | 4:2     | Colo-Colo                | Universidad Católica, Santiago                                 |                                                                |
|                                                               | Rebello 3', 20' · Wood 77', 109' | Reporte | Peñaloza 69' · Muñoz 70' | Asistencia: 3.204 espectadores Árbitro(s): Leopoldo Santelices | Asistencia: 3.204 espectadores Árbitro(s): Leopoldo Santelices |
| Partido suspendido a los 4' del segundo tiempo complementario |                                  |         |                          |                                                                |                                                                |

| 26 de marzo de 1949 | Iberia                         | 4:3             | Universidad de Chile          | Estadio Independencia, Santiago (Independencia)              |                                                              |
|                     | Díaz 5', 49', 84' · Concha 53' | ( 1:3 ) Reporte | Balbuena 9' · Abatte 16', 41' | Asistencia: 3.937 espectadores Árbitro(s): Sergio Bustamante | Asistencia: 3.937 espectadores Árbitro(s): Sergio Bustamante |

| 3 de abril de 1949 | Universidad de Chile            | 2:3             | Iberia                                | Estadio Independencia, Santiago (Independencia)           |                                                           |
|                    | Domínguez 4' (pen.) · Silva 67' | ( 1:3 ) Reporte | Díaz 20' · Soares 38' · Concha 45'+1' | Asistencia: 4.802 espectadores Árbitro(s): Juan Las Heras | Asistencia: 4.802 espectadores Árbitro(s): Juan Las Heras |

| 26 de marzo de 1949 | Unión Española                | 2:1             | Audax Italiano | Estadio Independencia, Santiago (Independencia)            |                                                            |
|                     | C. González 78' · Briones 83' | ( 0:0 ) Reporte | Walton 54'     | Asistencia: 3.937 espectadores Árbitro(s): Alberto Badilla | Asistencia: 3.937 espectadores Árbitro(s): Alberto Badilla |

| 3 de abril de 1949 | Audax Italiano                       | 3:3             | Unión Española                       | Estadio Independencia, Santiago (Independencia)           |                                                           |
|                    | Jiménez 14' · Atlagic 26' · Romo 66' | ( 2:0 ) Reporte | C. González 54', 84' · Gutiérrez 60' | Asistencia: 4.802 espectadores Árbitro(s): Higinio Madrid | Asistencia: 4.802 espectadores Árbitro(s): Higinio Madrid |

| 27 de marzo de 1949 | Everton                                     | 3:1     | Universidad Católica | El Tranque, Viña del Mar                               |                                                        |
|                     | Rodríguez 15' · Báez 23' · Tello 65' (pen.) | Reporte | Lagos 21'            | Asistencia: 5.285 espectadores Árbitro(s): Felipe Bray | Asistencia: 5.285 espectadores Árbitro(s): Felipe Bray |

| 3 de abril de 1949 | Universidad Católica | 1:4     | Everton                                     | Playa Ancha, Valparaíso                                   |                                                           |
|                    | Almeyda 5'           | Reporte | Cid 1' · Álvarez 15' · Báez 54' · Tello 83' | Asistencia: 5.865 espectadores Árbitro(s): Miguel Sánchez | Asistencia: 5.865 espectadores Árbitro(s): Miguel Sánchez |

| 27 de marzo de 1949 | Badminton                 | 2:5     | Santiago Wanderers                                         | El Tranque, Viña del Mar                                  |                                                           |
|                     | González 28' · Zamora 71' | Reporte | Campos 7', 45' · Fernández 39', 53' · Adrián Rodríguez 75' | Asistencia: 5.285 espectadores Árbitro(s): Juan Las Heras | Asistencia: 5.285 espectadores Árbitro(s): Juan Las Heras |

| 3 de abril de 1949 | Santiago Wanderers                                    | 3:0     | Badminton                | Playa Ancha, Valparaíso                                      |                                                              |
|                    | Adolfo Rodríguez 22' (pen.) · Coloma 52' · Campos 92' | Reporte | Cortés 74' · Quitral 74' | Asistencia: 5.865 espectadores Árbitro(s): Sergio Bustamante | Asistencia: 5.865 espectadores Árbitro(s): Sergio Bustamante |

### Ronda de ganadores
| 10 de abril de 1949 | Santiago Wanderers                           | 4:2             | Everton                  | Playa Ancha, Valparaíso                                     |                                                             |
|                     | Coloma 54', 59' · Fernández 46' · Torres 73' | ( 0:1 ) Reporte | Tello 12' · Meléndez 90' | Asistencia: 10.663 espectadores Árbitro(s): Alberto Badilla | Asistencia: 10.663 espectadores Árbitro(s): Alberto Badilla |

| 17 de abril de 1949                                                                                       | Everton   | 1:0             | Santiago Wanderers | El Tranque, Viña del Mar                                |                                                         |
| | Tello 25' | ( 1:0 ) Reporte |                    | Asistencia: 4.555 espectadores Árbitro(s): Raúl Tessada | Asistencia: 4.555 espectadores Árbitro(s): Raúl Tessada |
| El partido se terminó antes de tiempo debido a que, alrededor de las 18:30 horas, no había luz para jugar |           |                 |                    |                                                         |                                                         |

| 10 de abril de 1949 | Santiago Morning                         | 3:2             | Unión Española               | Estadio Independencia, Santiago (Independencia)          |                                                          |
|                     | Palacios 4' · Díaz 58' · Wood 64' (pen.) | ( 1:2 ) Reporte | Carugatti 30' · Armingol 32' | Asistencia: 3.385 espectadores Árbitro(s): Danor Morales | Asistencia: 3.385 espectadores Árbitro(s): Danor Morales |

| 17 de abril de 1949 | Unión Española                           | 3:3             | Santiago Morning                      | Estadio Independencia, Santiago (Independencia)                |                                                                |
|                     | D. González 4' · Gómez 23' · Valjalo 53' | ( 2:2 ) Reporte | Rebello 19' · Díaz 27' · Palacios 65' | Asistencia: 4.536 espectadores Árbitro(s): Leopoldo Santelices | Asistencia: 4.536 espectadores Árbitro(s): Leopoldo Santelices |

### Semifinal
| 24 de abril de 1949 | Santiago Morning                           | 3:1     | Iberia    | Estadio Independencia, Santiago (Independencia)                   |                                                                   |
|                     | Medina 15' · Palacios 25' · Hormazábal 41' | Reporte | Soares 6' | Asistencia: 4.630 espectadores Árbitro(s): Carlos Solís de Obando | Asistencia: 4.630 espectadores Árbitro(s): Carlos Solís de Obando |

### Final
|       | POR   | Nobel Biglieri   |   |
|       | DEF   | Adolfo Rodríguez |   |
|       | DEF   | Francisco Julio  |   |
|       | MED   | Rivera           |   |
|       | MED   | Osvaldo Sáez     | ' |
|       | MED   | Jorge Dubost     | ' |
|       | DEL   | Reinaldo Coloma  |   |
|       | DEL   | Fernando Campos  |   |
|       | DEL   | José Fernández   | ' |
|       | DEL   | Benito Arenas    | ' |
|       | DEL   | Guillermo Díaz   |   |
| D. T. | D. T. | José Pérez       |   |

|       | POR | Expósito           |   |
|       | DEF | Grill              |   |
|       | DEF | Ramírez            |   |
|       | MED | Fernández          |   |
|       | MED | Freddy Wood        |   |
|       | MED | Zamora             |   |
|       | DEL | Enrique Hormazábal |   |
|       | DEL | Palacios           | ' |
|       | DEL | Rebello            |   |
|       | DEL | Díaz               |   |
|       | DEL | Desiderio Medina   |   |
| D. T. |     |                    |   |

|  | MED | Cabrera    | ' |
|  | MED | Córdova    | ' |
|  | DEL | Sáez       | ' |
|  | DEL | Villanueva | ' |

|  | DEL | Aguilera | ' |

| 68' | Desiderio Medina | 1-0 |

| Principal | Alejandro Gálvez |

|       | POR   | Nobel Biglieri   |   |
|       | DEF   | Adolfo Rodríguez |   |
|       | DEF   | Francisco Julio  |   |
|       | MED   | Rivera           |   |
|       | MED   | Osvaldo Sáez     | ' |
|       | MED   | Jorge Dubost     | ' |
|       | DEL   | Reinaldo Coloma  |   |
|       | DEL   | Fernando Campos  |   |
|       | DEL   | José Fernández   | ' |
|       | DEL   | Benito Arenas    | ' |
|       | DEL   | Guillermo Díaz   |   |
| D. T. | D. T. | José Pérez       |   |

|       | POR | Expósito           |   |
|       | DEF | Grill              |   |
|       | DEF | Ramírez            |   |
|       | MED | Fernández          |   |
|       | MED | Freddy Wood        |   |
|       | MED | Zamora             |   |
|       | DEL | Enrique Hormazábal |   |
|       | DEL | Palacios           | ' |
|       | DEL | Rebello            |   |
|       | DEL | Díaz               |   |
|       | DEL | Desiderio Medina   |   |
| D. T. |     |                    |   |

|  | MED | Cabrera    | ' |
|  | MED | Córdova    | ' |
|  | DEL | Sáez       | ' |
|  | DEL | Villanueva | ' |

|  | DEL | Aguilera | ' |

| 68' | Desiderio Medina | 1-0 |

| Principal | Alejandro Gálvez |

|       | POR   | Nobel Biglieri   |   |
|       | DEF   | Adolfo Rodríguez |   |
|       | DEF   | Francisco Julio  |   |
|       | MED   | Rivera           |   |
|       | MED   | Osvaldo Sáez     | ' |
|       | MED   | Jorge Dubost     | ' |
|       | DEL   | Reinaldo Coloma  |   |
|       | DEL   | Fernando Campos  |   |
|       | DEL   | José Fernández   | ' |
|       | DEL   | Benito Arenas    | ' |
|       | DEL   | Guillermo Díaz   |   |
| D. T. | D. T. | José Pérez       |   |

|       | POR | Expósito           |   |
|       | DEF | Grill              |   |
|       | DEF | Ramírez            |   |
|       | MED | Fernández          |   |
|       | MED | Freddy Wood        |   |
|       | MED | Zamora             |   |
|       | DEL | Enrique Hormazábal |   |
|       | DEL | Palacios           | ' |
|       | DEL | Rebello            |   |
|       | DEL | Díaz               |   |
|       | DEL | Desiderio Medina   |   |
| D. T. |     |                    |   |

|  | MED | Cabrera    | ' |
|  | MED | Córdova    | ' |
|  | DEL | Sáez       | ' |
|  | DEL | Villanueva | ' |

|  | DEL | Aguilera | ' |

| 68' | Desiderio Medina | 1-0 |

| Principal | Alejandro Gálvez |

|       | POR   | Nobel Biglieri   |   |
|       | DEF   | Adolfo Rodríguez |   |
|       | DEF   | Francisco Julio  |   |
|       | MED   | Rivera           |   |
|       | MED   | Osvaldo Sáez     | ' |
|       | MED   | Jorge Dubost     | ' |
|       | DEL   | Reinaldo Coloma  |   |
|       | DEL   | Fernando Campos  |   |
|       | DEL   | José Fernández   | ' |
|       | DEL   | Benito Arenas    | ' |
|       | DEL   | Guillermo Díaz   |   |
| D. T. | D. T. | José Pérez       |   |

|       | POR | Expósito           |   |
|       | DEF | Grill              |   |
|       | DEF | Ramírez            |   |
|       | MED | Fernández          |   |
|       | MED | Freddy Wood        |   |
|       | MED | Zamora             |   |
|       | DEL | Enrique Hormazábal |   |
|       | DEL | Palacios           | ' |
|       | DEL | Rebello            |   |
|       | DEL | Díaz               |   |
|       | DEL | Desiderio Medina   |   |
| D. T. |     |                    |   |

|  | MED | Cabrera    | ' |
|  | MED | Córdova    | ' |
|  | DEL | Sáez       | ' |
|  | DEL | Villanueva | ' |

|  | DEL | Aguilera | ' |

| 68' | Desiderio Medina | 1-0 |

| Principal | Alejandro Gálvez |

## Campeón
| Campeón Santiago Morning |
| 3º título                |